# Dünnwald
Köln-Dünnwald is een voormalige gemeente in Duitsland en sinds 1914 een stadsdeel van de gemeente Keulen. Dünnwald is onderdeel van het Keulse Stadtbezirk Mülheim.

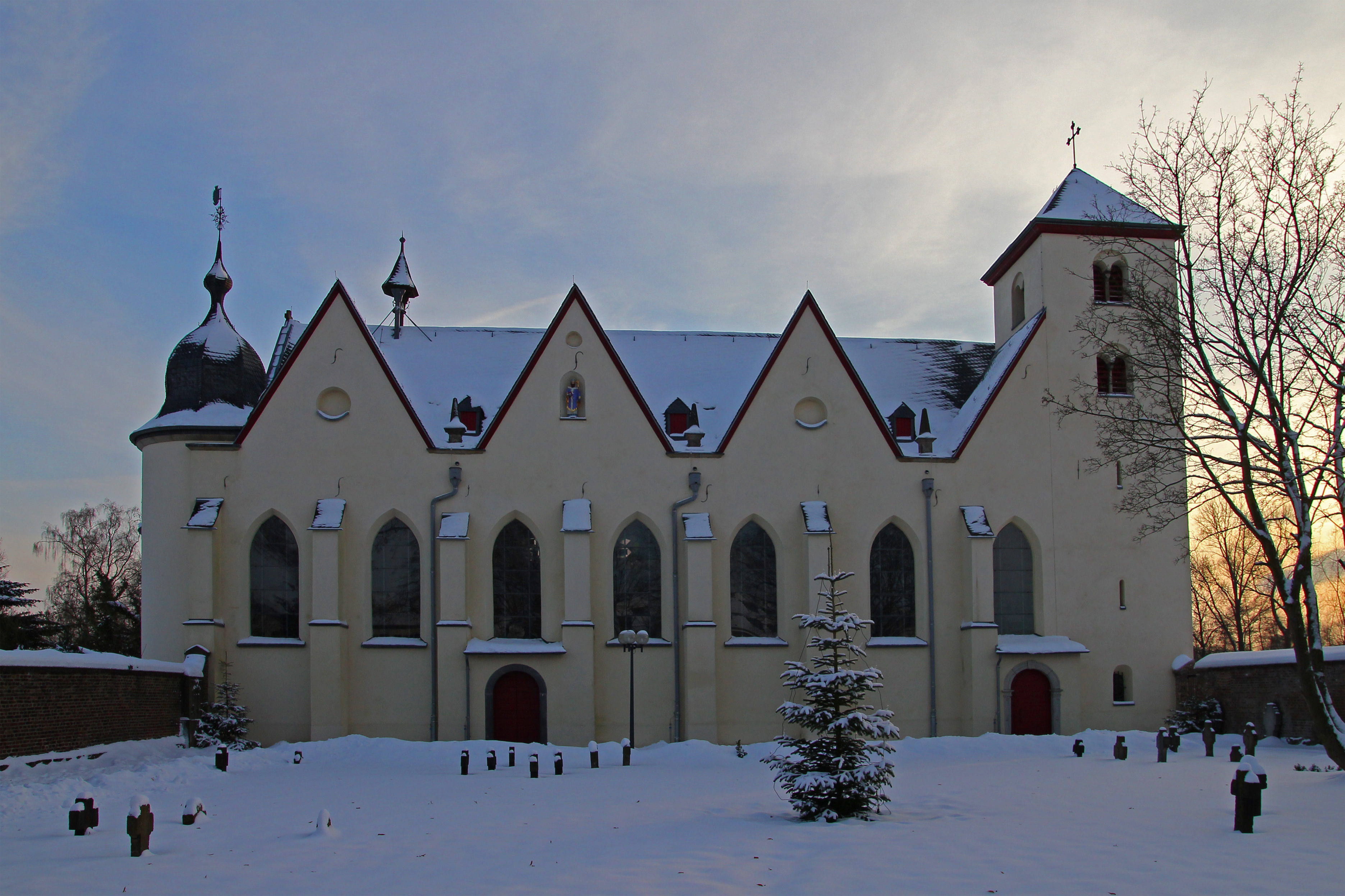
Voormalige kloosterkerk, onderdeel van het in 1117 gestichte klooster in Dünnwald

Het voormalige klooster in Dünnwald is oorspronkelijk in 1117 gebouwd door benedictijner of augustijner monniken. In 1134 is het overgegaan naar een premonstratenzer vrouwenorde. In de 17e eeuw is het weer een mannenklooster geworden, dat in 1803 is opgeheven. Sindsdien wordt de voormalige kloosterkerk gebruikt als parochiekerk. De kerk is sinds 1229 aan Sint-Nicolaas gewijd.
In 1869 werd in Dünnwald een springstoffenfabriek gesticht, waar bij een explosie in 1870 vijftien doden vielen.
In 1878 volgde een fabriek waar Pruisisch blauw, salmiak en natron werd gemaakt.
Behalve het voormalige klooster en de voormalige kloosterkerk gelden de ridderhofstede Haus Haan en het natuurgebied Am Hornpottweg als belangrijke bezienswaardigheden in Dünnwald.